# What Do You Got ?
What Do You Got ? est une chanson de Bon Jovi. Elle est parue sur le Greatest Hits Volume 2 du groupe sorti en 2010, et a été composé spécialement pour l'occasion. Elle a été diffusée pour la première fois le 27 août 2010. Le single physique a été mis en vente en Allemagne le 15 octobre 2010.

## CD 2 titres
- What Do You Got (3 min 46 s)
- Wanted Dead Or Alive (live, 7 min 09 s)

## Maxi-CD
- What Do You Got (3 min 46 s)
- Livin' On A Prayer (live)
- Born To Be My Baby (live)
- What Do You Got (vidéo)